# John Mitchell (Politiker)
John Mitchell (* 8. März 1781 bei Newport, Perry County, Pennsylvania; † 3. August 1849 in Bridgewater, Pennsylvania) war ein US-amerikanischer Politiker. Zwischen 1825 und 1829 vertrat er den Bundesstaat Pennsylvania im US-Repräsentantenhaus.

## Werdegang
John Mitchell besuchte die öffentlichen Schulen seiner Heimat. Im Jahr 1800 zog er nach Bellefonte, wo er bei einem Eisenwerk angestellt wurde. 1818 wurde er Sheriff im Centre County. Danach arbeitete er als Ingenieur und als Landvermesser. Er baute viele gebührenpflichtige Straßen (Turnpikes) im mittleren und nördlichen Teil Pennsylvanias. Politisch war er Mitglied der Demokratisch-Republikanischen Partei. In den 1820er Jahren schloss er sich der Bewegung um den späteren Präsidenten Andrew Jackson an. In den Jahren 1822 und 1823 saß er als Abgeordneter im Repräsentantenhaus von Pennsylvania.
Bei den Kongresswahlen des Jahres 1824 wurde Mitchell im zwölften Wahlbezirk von Pennsylvania in das US-Repräsentantenhaus in Washington, D.C. gewählt, wo er am 4. März 1825 die Nachfolge von John Brown antrat. Nach einer Wiederwahl konnte er bis zum 3. März 1829 zwei Legislaturperioden im Kongress absolvieren. Diese Zeit war von heftigen Diskussionen zwischen den Anhängern von Andrew Jackson und denen von Präsident John Quincy Adams bzw. Henry Clay bestimmt.
Noch während seiner Zeit als Abgeordneter war Mitchell in den Sitzungspausen des Kongresses mit der Landvermessung für verschiedene Kanalprojekte in Pennsylvania betraut. Im Jahr 1829 wurde er Kanalbeauftragter seines Heimatstaates. Ab 1842 lebte er in Bridgewater im Beaver County. In seinen späteren Jahren arbeitete er wieder in der Eisenbranche und als Ingenieur. Von 1845 bis zu seinem Tod am 3. August 1849 war John Mitchell Mitglied der Aufsichtsbehörde für das Kanalwesen seines Staates.